# Baltazar de Echave Ibía

Noli me tangere, c.1625, Colección Blaisten

Baltazar o Baltasar de Echave Ibía (Ciudad de México, Nueva España, ¿1583-84? - id.,1644) fue un pintor novohispano. Segundo miembro de la familia Echave dedicado al arte de la pintura, fue conocido también como "El Mozo". El historiador del arte Manuel Toussaint lo apodó "El Echave de los Azules" debido al empleo cromático en sus obras de una paleta recargada con ese color.

## Biografía
Nacido en la Nueva España dentro de la familia Echave, hijo de Baltasar de Echave Orio ("El Viejo") y de Isabel de Ibia, nacido probablemente entre 1583 y 1584. Hermano de Manuel Echave Ibia y padre del también pintor Baltasar de Echave Rioja. En 1623 se casó con Ana Rioja. Se desconoce obra de este pintor previa a 1620. En 1634 participó en las obras de los retablos de la capilla del Tercer Orden en el Templo de San Francisco de México. Investigaciones han supuesto una participación de Echave Ibía.

## Estilo
Según Gibson Danes, la obra de Echave está más influida por las escuelas italianas de su época, más que las flamencas o incluso españolas. Tovar de Teresa lo incluyó en un "intimismo más cálido" y en un "incipiente naturalismo". Las relaciones entre la obra de su padre y la propia fueron estudiadas por Elisa Vargaslugo quien encontró similitudes en el dibujo, en el trazo fino "y en el tratamiento de los paños". Realizó principalmente obra de gran formato, aunque también dominó óleos sobre tabla y láminas de cobre de tamaño reducido.

## Obra
- Tota pulchra, 1620, Museo Nacional de Arte, Ciudad de México
- Inmaculada Concepción, 1620, Museo Nacional de Arte, Ciudad de México
- San Jerónimo, Catedral de la Inmaculada Concepción, Zamora, Michoacán
- Noli me tangere, c.1625, Colección Blaisten, Ciudad de México
- San Francisco de Paula, 1625, Museo de la Basílica de Guadalupe, Ciudad de México
- Nacimiento de Cristo, 1628, Templo de San Bernardino de Siena, Xochimilco, Ciudad de México
- La Sagrada Familia, La Profesa, Ciudad de México
- San Juan Bautista, sin fecha, Museo Nacional de Arte, Ciudad de México
- San  Mateo, sin fecha, Museo Nacional de Arte, Ciudad de México
- San Pablo y San Antonio, ermitaños, sin fecha, Museo Nacional de Arte, Ciudad de México

## Galería

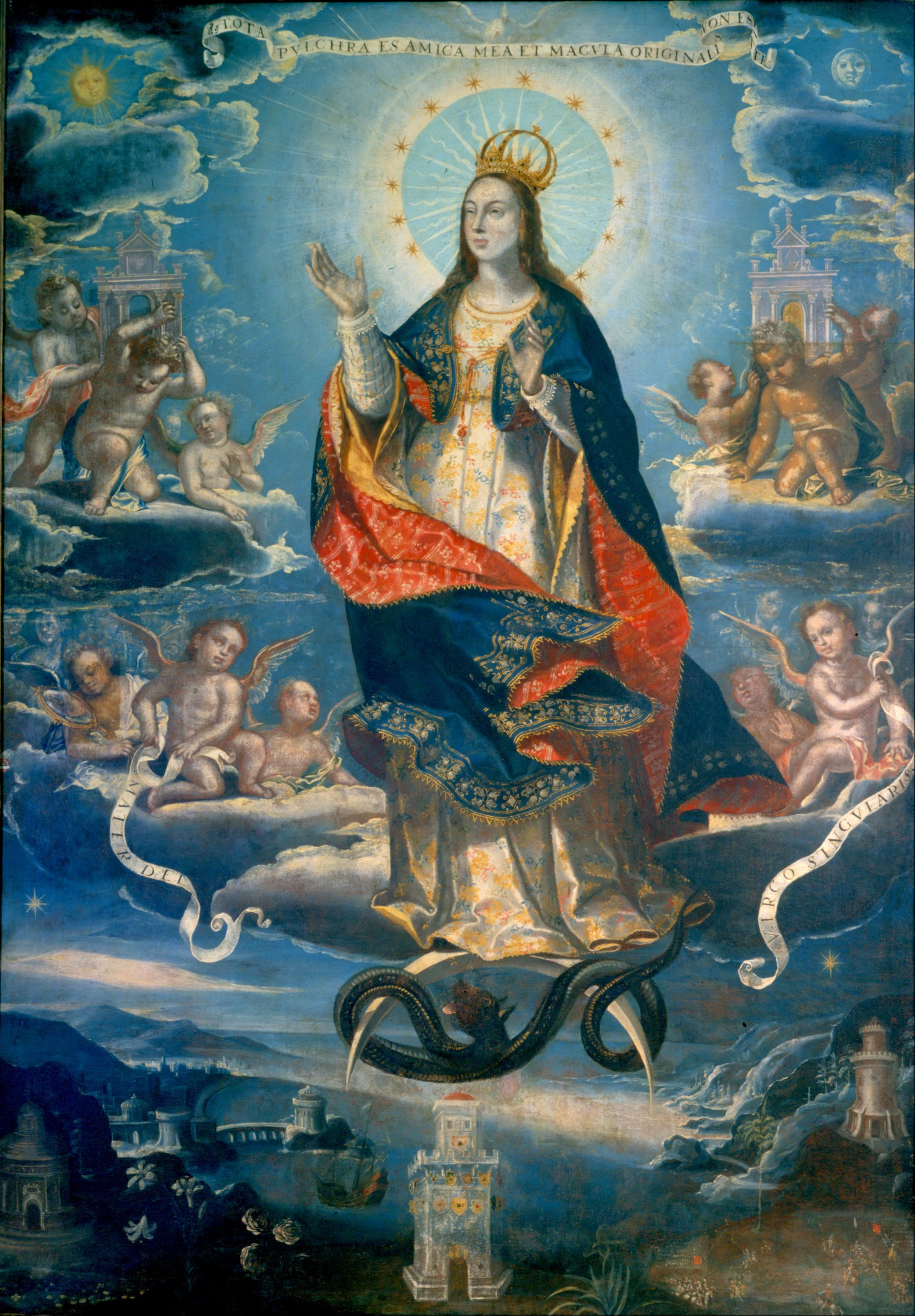
Inmaculada Concepción
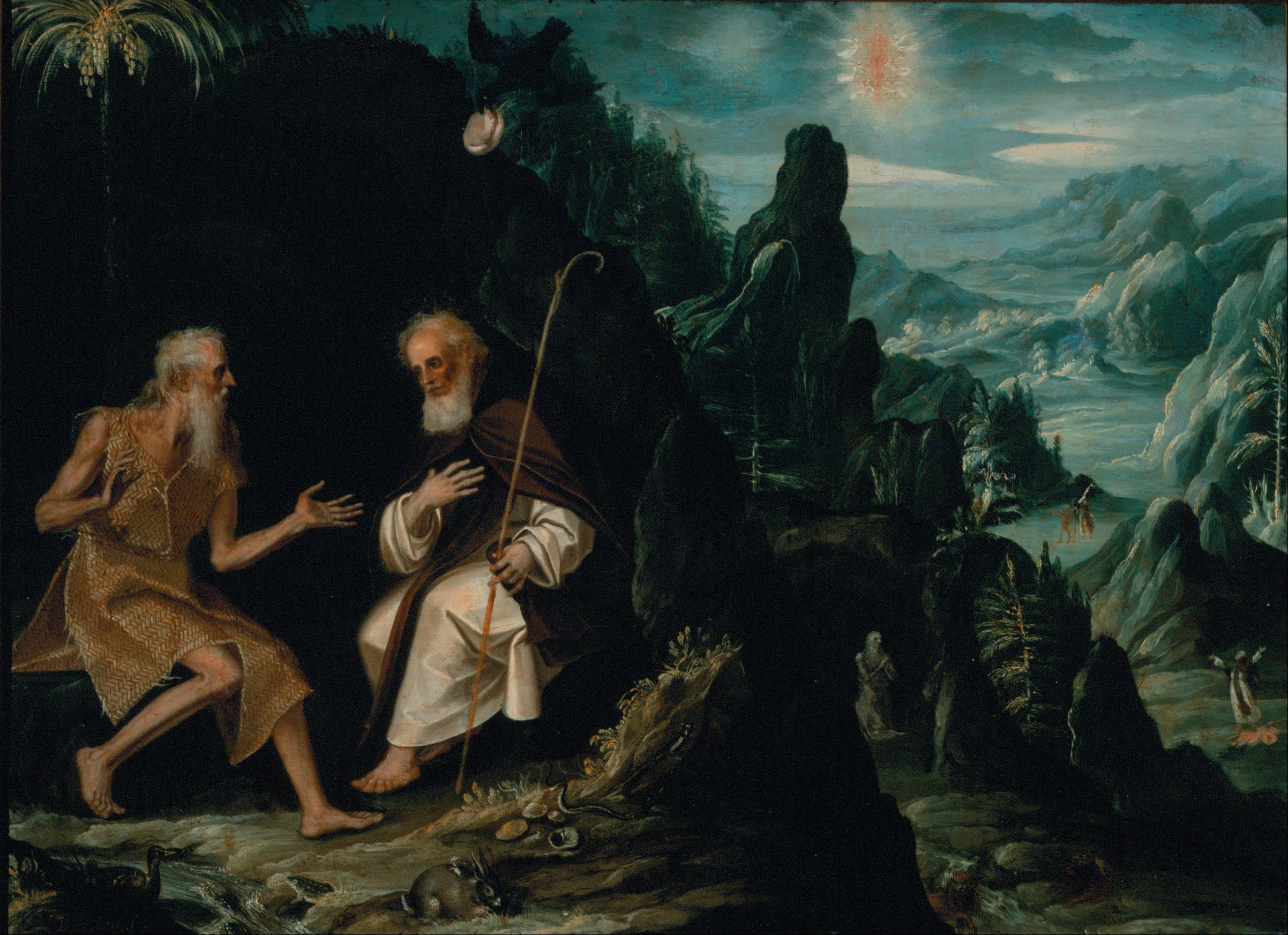
San Pablo y san Antonio ermitaños
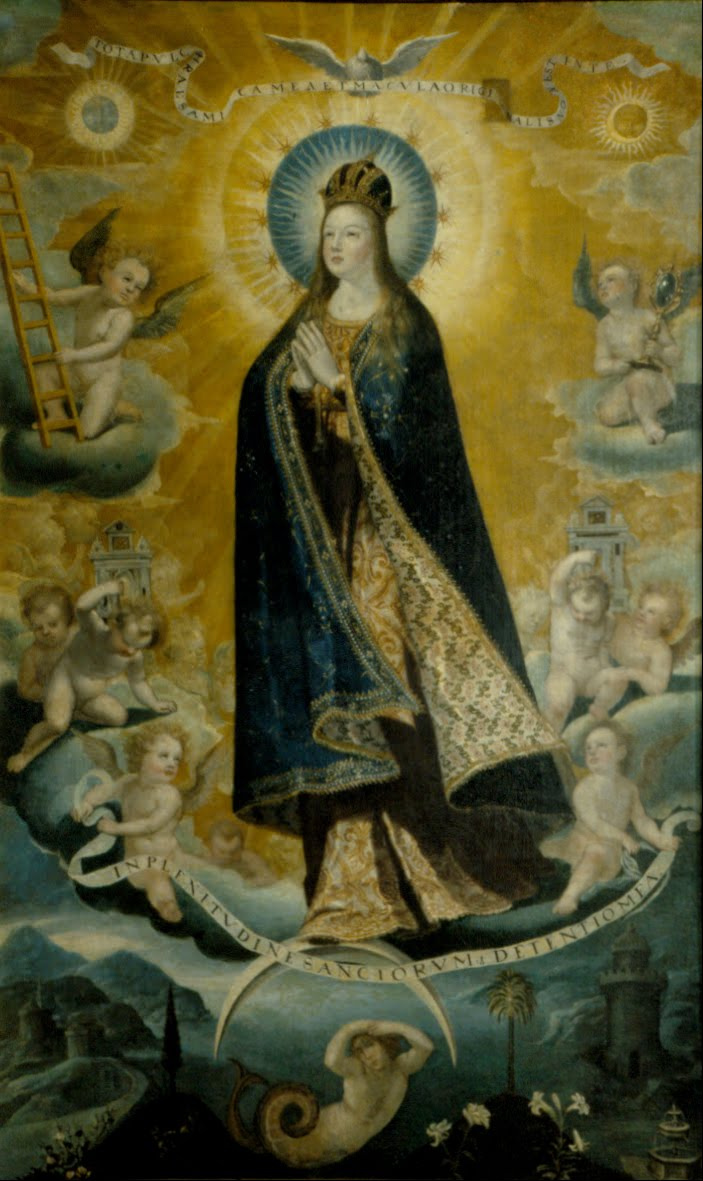
Tota pulchra [La Inmaculada]
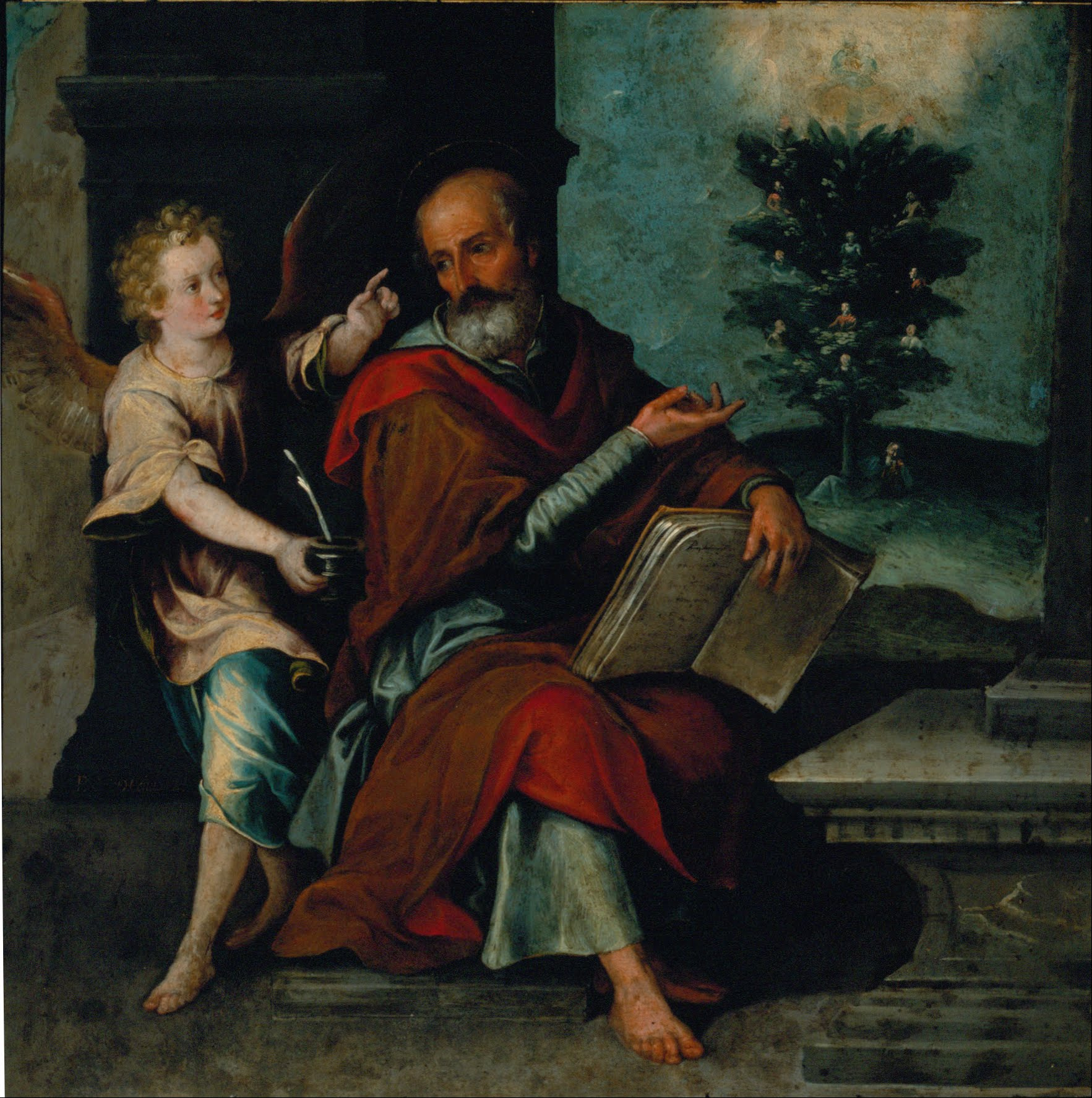
San Mateo